# Проект за пресичане на Гибралтарския проток
Преминаването през Гибралтарския проток може да бъде осъществено чрез изграждане на тунел или мост съответно под или над самия Гибралтарски проток, който ще свързва континентите Европа и Африка.
Правителствата на Испания и Мароко, участващи в проекта за преминаване през Гибралтарския проток, са създали Общ комитет за проучване на възможността за свързване на тези континенти. Комитетът се разраства и довежда до многостранния Европейски транспортен проект 2003 - 2009 г..

## Тунел под протока
Планираният тунел е железопътен. Той ще се управлява от правителствата на Испания и Мароко, ще е с дължина 39 km на 300 m под морското равнище, а строителството му ще отнеме около 15 години.
Съществуват по-ранни планове за свързването на континентите през най-тясната част на протока, но тази идея е отказана, тъй като дълбочината в тази част на места надхвърля 900 m. Дори на 300 m би бил най-дълбокият тунел, правен някога. За сравнение тунелът Ейксунд (на норвежки: Eiksundtunnellen) е на 287 m под морското ниво.

### История
През 2008 г. геоложки екип започва работа над проект. През 2009 г. е подписан договор за двустранно сътрудничество между компаниите Société Nationale d'Etudes du Détroit de Gibraltar, Мароко (съкр. SNED) и Sociedad española de estudios para la comunicacion fija a través del Estrecho de Gibraltar S.A, Испания (съкр. SECEGSA).
Идеята за тунел за автомобили е отхвърлена заради многото трудности, свързани главно с вентилацията. Тя би премахвала отровните газове от тунела около 14 km. Стартира 3-годишно проучване през 2003 г. SNED и SECEGSA правят и още няколко проучвания на морското дъно.
Проектът ще бъде финансиран от 2-те компании, създадени специално за него – SECEGSA (Испания) и SNED (Мароко), с помощта на Европейския съюз. Още не е ясно дали това ще бъде общоевропейски проект или проект на частен консорциум.
Доклад за възможностите на тунела е представен на ЕС през 2009 г. Бъдещи проучвания на прохода ще бъдат направени от група специализирани консултанти, съставена от „Систра“, „Амберг“ Архив на оригинала от 2011-07-06 в Wayback Machine. и „Коуи“.

### Проектиране
През декември 2003 г. Испания и Мароко решават да проучат изграждане на подводен железопътен тунел, който да свърже железопътните и системи. Тунелът ще свърже нос Малабата, близо до Танжер, с Пунта Палома, 40 км западно от Гибралтар.
През 2006 г. Lombardi Engineering Ltd, инженерна компания от Швейцария, е наета да проектира железопътен тунел. Според компанията основните разлики между конструирането на този тунел и конструирането на Тунела под Ла-Манш, свързващ Франция и Великобритания, са дълбочината на морето и геоложкото състояние. Теренът под протока е много по-нестабилен, отколкото под Ла Манш, в района е имало няколко земетресения. Глинените слоеве по средата на протока също биха били пречка.
Планирано е системата да превози 9 млн. пътници през първата година на експлоатиране, която се очаква да бъде 2025 г. Няма официални данни за цената за проекта, но предишни проучвания я определят на не по-малко от 5 млрд. €.

## Мост над протока
Мостът над Гибралтарския проток е хипотетичен мост, свързващ континентите Европа и Африка през Гибралтарския проток.
Няколко инженери са проектирали и предлагали мост над Гибралтар, използвайки различна структура и дизайн. Професор Т. И. Лин предлага мост между нос Оливерос и нос Сирес, дълъг 14 km, който да се държи на дълбоко вкопани колони. Разстоянието между колоните обаче, над 5000 m, е много повече от сегашните възможности на човечеството.
През 2004 г. архитектът Евгени Цуй публикува своя проект за плаващ и понтонен мост, свързващ сушата с 4,8-километров остров, плаващ в средата на Средиземно море.
Също през 2004 г. Научният музей, Лондон включва в сайта си картина на планирания пътен мост.

## В литературата
Футуристичният автор Артър Кларк описва мост над протока през 1979 г. в научнофантастичния си роман „Фонтаните на рая“.